# Герб Тиврівського району

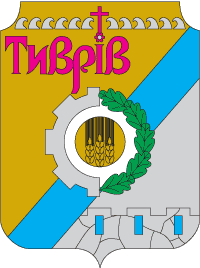

Герб Тиврівського району — один із офіційних символів адміністративної одиниці Вінницької області.

## Опис
Герб Тиврівського району має щитоподібну форму. На верхній частині щита зображено фрагмент орнаменту трипільської культури — так званні «коні», що відображають історичне минуле — поселення тиверців — пращурів тиврівчан. Внизу щита зображено частину фортечної стіни, що є свідченням історичної минувшини, визвольної боротьби за свободу і незалежність. Герб перетинає смуга Південного Богу. В центрі герба вінок, що складається з половини шестерні та половини дубового вінка. В центрі вінка три колоски, що символізують єднання в праці трьох поколінь, достаток.
Ці елементи — характеристика сучасної діяльності трудівників району, які поєднують сучасне промислове виробництво із сільським господарством. Дубовий вінок — символ трудової звитяги, моці.
Фон щита срібно-золотий: срібло — це символ покладів граніту, що є візитівкою району, колір золота — золотий колос, золоті люди. Напис «Тиврів» червоно-малинового кольору, що символізує пам'ять, пролиту кров визволителів, колір козацьких знамен, що полум'яніли над могилою-курганом брацлавського полковника Данила Нечая. Над буквою «і» — крапка, як завершеність задуму, у вигляді сонця — символічного знаку Поділля та хреста — символу духовності.